# Paulo Vieira
Paulo Vieira da Silva (Trindade, 10 de novembro de 1992) é um humorista, ator, apresentador, roteirista e cantor brasileiro.

## Biografia
Paulo Vieira nasceu em Trindade, Goiás, mas mudou-se ainda criança com a família para Palmas, capital do Tocantins e, desde então, considera-se tocantinense. É adepto do Candomblé.

## Carreira
Paulo Vieira começou a estudar teatro aos cinco anos de idade. Aos 12 anos, apresentou a sua primeira peça profissional em Palmas. Em 2010, o humorista foi convidado para fazer uma participação com os integrantes do grupo Comédia em Pé, em Palmas. Depois do espetáculo, Paulo continuou a fazer stand-up e, juntamente com amigos, criou o primeiro grupo de stand-up do Tocantins, o Tô na Comédia.
Começou a se destacar e ganhou prêmios nacionais de humor, entre eles o Prêmio Multishow de Humor, em 2014, o quadro Quem Chega Lá, do programa Domingão do Faustão, e o prêmio Risadaria de Humor Brasileiro, ambos em 2015.
Também em 2015, estreou o espetáculo teatral Torrenegra, juntamente com os atores e amigos Kaká Nogueira e Thiago Omena, produzido pela Companhia Cenaberta de Teatro, com direção de Ana Isabel Friedlander e texto do paulista Wilson Fumoy. O espetáculo teve circulação nacional até 2017, e apresentações, entre outros lugares, em Palmas, Goiânia e Belo Horizonte.
Em 2016, foi convidado para participar do Programa do Porchat, do humorista e apresentador Fábio Porchat, na RecordTV. No talk-show, o humorista atuava como sidekick do apresentador. Ele também era o ator principal do quadro Emergente Como a Gente, que retratava de forma bem-humorada a vida de pessoas com poucas condições financeiras. Em 2017, lançou seu primeiro EP, intitulado Circo das Pulgas, com quatro faixas compostas por ele. O projeto foi produzido por Gustavo Ruiz e com capa desenhada pela cantora Tulipa Ruiz.
Em 2018, o humorista aproveitou o sucesso no Programa do Porchat para lançar um antigo sonho: a empresa de turismo Viva Jalapão, que alia a exploração turística do Parque Estadual do Jalapão, região turística do Tocantins, com ação social em benefício à comunidade local. Também foi nessa época que Paulo apresentou o espetáculo teatral Juntei Tudo Para Te Contar, que abordava a infância no interior do Tocantins e a vida de ator amador.
Em 2019, dirigiu o suspense teatral O Antiquário Frankl, com texto de Wilson Fumiy e também produzido pela Companhia Cenaberta de Teatro, ao qual o humorista é integrante desde 2015. O espetáculo contou no elenco os atores Kaká Nogueira e Bell Gama, com codireção de sua parceira Ana Isabel Friedlander. Com o fim do Programa do Porchat em 2018, Paulo foi contratado pela Rede Globo, no início de 2019. Inicialmente, o convite foi para integrar o elenco do humorístico Zorra. Em outubro do mesmo ano, Paulo estreou na quinta temporada da Escolinha do Professor Raimundo, interpretando o personagem Seu Fininho, que na primeira versão do programa era feito pelo ator André Mattos, na década de 1990.
Em setembro de 2019, estreou o quadro Isso é Muito Minha Vida, no programa Se Joga. Participou do média-metragem Se Beber, Não Ceie, produzido pelo Porta dos Fundos e pela Netflix. O especial ganhou o Emmy Internacional 2019 na categoria Melhor Comédia.
Em 2020, estreou como apresentador do humorístico Fora de Hora, ao lado da atriz Renata Gaspar. O programa é inspirado em um telejornal e faz sátiras com as notícias cotidianas. Por conta da pandemia de COVID-19, as gravações foram suspensas e o programa passou a ser feito no formato de podcast. Ainda durante as medidas de isolamento social por conta da pandemia, o humorista estreou o quadro Como Lidar?, no Fantástico. Em julho do mesmo ano, estreou ao lado do humorista Fernando Caruso o programa Cada Um no Seu Quadrado, na plataforma de streaming Globoplay.
Em outubro de 2021, estreou no canal GNT como apresentador do Rolling Kitchen Brasil, um jogo culinário no qual dois casais se enfrentam na missão de preparar um prato. Em um momento do programa, o palco se move, e um dos parceiros continua a receita que o companheiro começou. Em 2022, ganhou um quadro humorístico na vigésima segunda temporada do reality show Big Brother Brasil, chamado Big Terapia, onde era exibido todas às quartas-feiras. No mesmo ano, estreou o programa Avisa Lá Que Eu Vou, no canal GNT, no qual visitava cidades pequenas em busca de histórias interessantes e engraçadas. Aos domingos, o programa era exibido em formato de quadro no Fantástico.
Em julho, durante a 26ª Bienal Internacional do Livro de São Paulo, lançou o seu primeiro livro infantil, intitulado O Dia Que a Árvore do Meu Quintal Falou Comigo. A obra é narrada em primeira pessoa e mostra o olhar de uma criança ao conversar com a árvore de seu quintal, que quer conhecer o mundo e se mudar para o Mar Báltico.
Foi apresentador da cerimônia de entrega do Prêmio Sim à Igualdade Racial 2023, ao lado de Lucy Alves e Sheron Menezzes.
No ano de 2025, foi criador e roteirista da série Pablo e Luisão, exibida pelo Globoplay,onde acompanha as aventuras de Luisão, interpretado por Aílton Graça, pai do humorista Paulo Vieira, e de seu inseparável amigo Pablo, vivido por Otávio Muller.

## Filmografia

### Televisão
| Ano           | Título                          | Função                         | Notas                                       |
| ------------- | ------------------------------- | ------------------------------ | ------------------------------------------- |
| 2015          | Quem Chega Lá?                  | Participante (1º lugar)        | Temporada 4                                 |
| 2016–18       | Programa do Porchat             | Assistente de palco / Repórter |                                             |
| 2019–20       | Se Joga                         | Vários personagens             | Quadro: "Isso é Muito Minha Vida"           |
| 2019–20       | Zorra                           | Vários personagens             |                                             |
| 2019          | Escolinha do Professor Raimundo | Seu Fininho                    |                                             |
| 2020–presente | Fantástico                      | Repórter                       |                                             |
| 2020-21       | Cada Um no Seu Quadrado         | Apresentador                   |                                             |
| 2021–22       | Rolling Kitchen Brasil          | Apresentador                   |                                             |
| 2022–presente | Avisa Lá Que Eu Vou             | Apresentador                   | Também diretor artístico (desde a 4ª temp.) |
| 2022–23       | Big Brother Brasil              | Colunista                      | Quadro: "Big Terapia"                       |
| 2022          | Novelei                         | Victor Marques (Vitinho)       |                                             |
| 2024          | The Masked Singer Brasil        | Jurado                         |                                             |
| 2024          | Vem que Tem                     | Apresentador                   |                                             |
| 2025          | Video Show: Especial            | Repórter                       |                                             |
| 2025          | Pablo & Luisão                  | Narrador/Ele mesmo             | Também criador e roteirista                 |
| 2025          | Garota do Momento               | Mirosmar Piratininga           | Episódios: "25–26 de junho"                 |

### Cinema
| Ano  | Titulo             | Personagem    |
| ---- | ------------------ | ------------- |
| 2019 | Se Beber, Não Ceie | Pedro         |
| 2022 | O Palestrante      | George        |
| 2022 | Dissonantes        | Paulo Santos  |
| 2023 | Fervo              | Jonas Camargo |

## Teatro
| Ano     | Título                     | Personagem                                   |
| ------- | -------------------------- | -------------------------------------------- |
| 2010–15 | Grupo Comédia em Pé        | Stand-up comedy                              |
| 2010–15 | Tô na Comédia              | Stand-up comedy                              |
| 2015    | Torrenegra                 | Baltazar / Meirinho / Prof. Rapaport Milller |
| 2018    | Juntei Tudo Para Te Contar | Stand-up comedy                              |
| 2019    | O Antiquário Frankl        | Direção                                      |

## Discografia
| Ano  | Artista                    | Música      |
| ---- | -------------------------- | ----------- |
| 2013 | Paulo Vieira e Tulipa Ruiz | "Mãe Sampa" |

## Prêmios e indicações
| Ano  | Prêmio                               | Categoria                              | Trabalho/Recipiente                       | Resultado |
| ---- | ------------------------------------ | -------------------------------------- | ----------------------------------------- | --------- |
| 2013 | Prêmio Multishow de Humor            | Melhor Humorista do Brasil             | Paulo Vieira                              | Venceu    |
| 2015 | Grande Prêmio Risadaria de Humor     | Destaque do Ano                        | Paulo Vieira                              | Venceu    |
| 2019 | Troféu UOL TV e Famosos              | Melhor Humorista (voto críticos)       | Paulo Vieira                              | Venceu    |
| 2020 | Prêmio F5                            | Melhor Ator de Série/Programa de Humor | Fora de Hora                              | Indicado  |
| 2020 | Prêmio Men of the Year Brasil        | Humor                                  | Paulo Vieira                              | Venceu    |
| 2020 | Splash Awards                        | Melhor Humorista                       | Paulo Vieira                              | Indicado  |
| 2020 | Prêmio APCA                          | Humor                                  | Paulo Vieira                              | Indicado  |
| 2021 | Splash Awards                        | Melhor Perfil do Twitter               | Paulo Vieira                              | Indicado  |
| 2022 | SEC Awards                           | Destaque em Rede Social                | Paulo Vieira                              | Indicado  |
| 2022 | MTV Millennial Awards                | Ri Alto                                | Big Brother Brasil 22; Quadro Big Terapia | Indicado  |
| 2022 | Prêmio Potências                     | Humorista do Ano                       | Big Brother Brasil 22; Quadro Big Terapia | Venceu    |
| 2022 | Melhores do Ano                      | Humor: Troféu Paulo Gustavo            | Big Brother Brasil 22; Quadro Big Terapia | Indicado  |
| 2022 | Prêmio Faz Diferença - O Globo       | Destaque da TV                         | Big Brother Brasil 22/ GNT/Fantástico     | Indicado  |
| 2023 | Troféu Que História É Essa, Porchat? | Melhor História de Viagem              | "Nunca viaje com Fábio Porchat"           | Venceu    |
| 2023 | Troféu Que História É Essa, Porchat? | Melhor História da Temporada           | "Nunca viaje com Fábio Porchat"           | Venceu    |
| 2023 | SEC Awards                           | Melhor Performance em Filme Nacional   | Fervo                                     | Indicado  |
| 2023 | SEC Awards                           | Destaque em TV                         | Big Brother Brasil 23; Quadro Big Terapia | Indicado  |
| 2023 | Splash Awards                        | Melhor Humorista                       | Big Brother Brasil 23; Quadro Big Terapia | Pendente  |
| 2023 | Melhores do Ano                      | Humor                                  | Big Brother Brasil 23; Quadro Big Terapia | Venceu    |
| 2024 | Melhores do Ano                      | Humor                                  | Avisa Lá Que Eu Vou                       | Venceu    |
| 2024 | Troféu Internet                      | Melhor Humorista                       | Avisa Lá Que Eu Vou                       | Indicado  |
| 2024 | Troféu Imprensa                      | Melhor Humorista                       | Avisa Lá Que Eu Vou                       | Indicado  |